# リッチー・コッツェン
リッチー・コッツェン（Richie Kotzen、1970年2月3日 - ）は、アメリカのギタリスト、ボーカリスト、ミュージシャン、作曲家。ペンシルベニア州フィラデルフィア出身。

## 略歴
1970年2月3日にアメリカのペンシルベニア州のレディングで生まれる。5歳の頃よりピアノを弾き始め、7歳のときにKissのジーン・シモンズに刺激されギターを弾き始める。
17歳の頃にはオープニングアクトでギタリストとして全米を回り、500を超えるライブをこなしていた。
1989年、19歳の時シュラプネル・レコーズから『リッチー・コッツェン』でデビュー。同レコードは当時テクニカルな若手ギタリストを探しており、その過程でリッチーに白羽の矢が立ったと言える。翌年には『フィーヴァー・ドリーム』 、更に翌1991年には『エレクトリック・ジョイ』とハイペースでの活動がスタートする。
1992年に、脱退したC・C・デヴィルの穴を埋める形でポイズンに加入。アルバム『ネイティヴ・タン』を1993年にリリースするも、メンバーとの不和によりバンドを脱退。
その後1994年にR&B色の強いHRでトリオ名義の『マザー・ヘッズ・ファミリー・リユニオン』、1995年にフュージョン色の強い『ジ・インナー・ギャラクティック・フュージョン・エクスペリエンス』、1996年にファンク色の強い『ウェイヴ・オブ・エモーション』、1997年にブルース色の強い『サムシング・トゥ・セイ』を立て続けに発表し、その合間にもグレッグ・ハウと2枚のアルバムを発表している。
ポイズン脱退後はしばらくソロ活動を続けていたリッチーだったが、1999年にスタンリー・クラークからの「歴史に残るようなフュージョンのアルバムを作りたい」との誘いにより、「Vertú（ヴァーツゥ）」に参加し、同年にアルバム『Vertú（ヴァーツゥ）』をリリース。同年、ポール・ギルバートが脱退したMR. BIGから加入の要請を受け、バンドに参加する。
2002年にMR. BIGが日本での解散ツアーを以って解散した後は再びソロ活動に戻っている。同年にはロサンゼルスにてビルを購入してレコーディングスタジオを開設している。
2006年にレコーディング・スタジオをブリンク 182のトラヴィス・バーカーに売却。
2006年、ローリング・ストーンズ来日公演の前座を務めた。MR. BIG時代の楽曲や『機動戦士Ζガンダム』の主題歌のカヴァー等、幅広い選曲で、この時のライブにはビリー・シーンも帯同した。
2013年、ビリー・シーン、マイク・ポートノイと共にザ・ワイナリー・ドッグスを結成。

## 音楽性
- 幼い頃にファンクやソウルの影響を受ける一方、ロックやジャズといった幅広い音楽性を持つ。ギタリストとして広く知られているが、ソウルフルなボーカリストとしても非凡な才能の持ち主である。キャリアの大半はギタリストとしてよりもソロ・アーティストとしての活動が中心である。その幅広い音楽性とさりげなく聴かせる高度なギターテクニックからしばしば「名手」と呼ばれる。
- ギターテクニックの面では、アラン・ホールズワースを彷彿させる流れるようなレガート（ピッキングをしないで左手のフィンガリングによって音を奏でる奏法）による速弾きとスウィープが大きな特徴といえる。また、右手の人差し指、あるいは中指（時には薬指）を使って指板を叩くライトハンド奏法（タッピング）を駆使することもよくあるが、フル・ピッキングの速弾きはあまり得意ではないとギタークリニックなどで語っている（実際には初期の頃はテクニックに重視しがちで、フルピッキングを用いた演奏も少なくなかった。現在では確かにそのプレイの使用頻度は少なくなってきている）。さらには、ピック弾きしながら残りの指で弦をはじくといったジェフ・ベックのようなプレイスタイルも兼ね備えており、どのプレイをしても安定した多種多様のパフォーマンスを展開している。
- 高度なギターテクニックの持ち主に似合わずテクニックに傾倒せず、楽曲ありきというスタイルで、ジミ・ヘンドリックスやエリック・クラプトンに近く、エモーショナル面に重きが置かれている。控えめではありながらも高度なテクニックをところどころに織り混ぜ、メロウな音作りと相まって楽曲の一部として、さりげなく自然に聴かせる部分に「名手」の所以と彼のミュージシャンとしてのスタンスが見られる。
- エレクトリック・ギターはフェンダー製のギター、特にテレキャスターを主に使用しており、ポイズン時代にカスタムショップで製作したモデルを元にしたフェンダー・ジャパン製のシグネチュアモデルをメインに使用している。なお、このモデルは現在日本のみならず米国でも市販されている。その他、ストラトキャスターの使用頻度も高い。またアコースティック・ギターはクレモナ・ブルガリア社から自身のモデルが販売されている。
- MR. BIG加入の際に、前任のポールのオリジナリティあふれるギターフレーズを弾くにあたって、そのフレーズそのものは崩さずに自身の色を加えてアレンジを行った。後に雑誌のインタビューで「ポールの書いた曲のフレーズはロックの中でも最も有名なフレーズの一つだったから、崩さずに自分なりに弾くのは大変だった」と語っている。
- リッチーの所有するスタジオにcharが訪問したときの対談でリッチーは、「初期にエリック・クラプトン、後にヴァン・ヘイレンやスティーブ・ヴァイ等からの影響を受けた」と語っている。その他、ジェイソン・ベッカーの影響も受けたと語っている。
- ギター、ボーカルのみならず、レコーディングではキーボード、ベースのほか、ドラムまで一通りこなすマルチプレーヤーでもある。スティーヴィー・サラスのライブにベースで参加したこともある。
- 初期の頃のスタイルに関して批判をする様な発言をしていた時期もあり、『マザー・ヘッズ・ファミリー・リユニオン』（1994年）が自身のファースト・アルバムと発言している。

## 人物
- 当時シングルで全米ナンバー1にもなった実績のある人気ロックバンド、ポイズンに在籍中、ドラマーのリッキー・ロケットの婚約者を略奪し、その後バンド内でのいざこざのためクビになった。2人は結婚し、オーガスト（August）と年の離れた双子リッキーとドナ（Ricky、Donna）をもうけるが後に離婚。前妻が別の男性と結婚することになったので、子供は3人ともリッチーが引き取り、現在はオーガストとだけ暮らし双子の2人は母親に預けている。後に彼は当時のことを「素晴らしい娘に恵まれたし後悔はしていない」と語っている。
- 発言に関しては言うことが何度も変わる。フォーティー・デュース（Forty Deuce）を組んだ際にも「やっと自分のバンドが持てた」などと発言するが後に「あれはただのプロジェクト」などと発言した。自身のシグネチャーモデルの販売に関しても「次はハムバッキング搭載のギターを出す」と発言した後に「以前発売していたストラトキャスターの再発売をかけあっている」などと変わる。2006年に発売した『機動戦士ガンダム』のカバー・アルバムについて、SHOW-YAの寺田恵子になぜガンダムのカバーなのかという質問を受けた際には「あの時は狂っていたんじゃないかな」と語った。
- マネージャーは実父である。
- 某番組のパーソナリティーが「彼は風呂に入らないらしい」という発言をし物議を醸したが、彼は風呂嫌いでも極端な潔癖症でもない。
- プリンスの大ファンであり、前妻と共演した「Wave of Emotion」のPVではそれらしきメイク姿が見られる。
- 好きな食べ物はカレーライスとから揚げ。
- プライベートやステージ上では、まれに某ディスカウントストアで購入して来たかのような個性的な服装をすることがある。

## ディスコグラフィ

### スタジオ・アルバム
- 『リッチー・コッツェン』 - Richie Kotzen (1989年)
- 『フィーヴァー・ドリーム』 - Fever Dream (1990年)
- 『エレクトリック・ジョイ』 - Electric Joy (1991年)
- 『マザー・ヘッズ・ファミリー・リユニオン』 - Mother Head's Family Reunion (1994年)
- 『ジ・インナー・ギャラクティック・フュージョン・エクスペリエンス』 - The Inner Galactic Fusion Experience (1995年)
- 『ウェイヴ・オブ・エモーション』 - Wave of Emotion (1996年)
- 『サムシング・トゥ・セイ』 - Something to Say (1997年)
- 『ホワット・イズ…』 - What Is... (1998年)
- 『バイ・ポーラー・ブルース』 - Bi-Polar Blues (1999年)
- 『ブレイク・イット・オール・ダウン』 - Break It All Down (1999年)
- 『スロー』 - Slow (2001年)
- 『チェインジ』 - Change (2003年)
- 『アコースティック・カッツ』 - Acoustic Cuts (2003年)
- 『ゲット・アップ』 - Get Up (2004年)
- 『哀 戦士・Z×R』 - Ai Senshi Z×R (2006年) ※日本のアニメ『ガンダムシリーズ』の楽曲をアレンジした作品。ベーシストのビリー・シーンも参加している。
- 『イントゥ・ザ・ブラック』 - Into The Black (2006年)
- 『リターン・オブ・ザ・マザー・ヘッズ・ファミリー・リユニオン』 - Go Faster/Return of the Mother Head's Family Reunion (2007年)
- 『ピース・サイン』 - Peace Sign (2009年)
- 『トゥエンティフォー・アワーズ』 - 24 Hours (2011年)
- 『カニバルズ』 - Cannibals (2015年)
- 『ソルティング・アース』 - Salting Earth (2017年)
- 『フィフティ・フォー・フィフティ』 - 50 for 50 (2020年)
- 『ノマド』 - NOMAD (2024年)

### バンド、プロジェクト
ポイズン
- 『ネイティヴ・タン』 - Native Tongue (1993年)
- 『セブン・デイズ・ライヴ〜ライヴ・アット・ハマースミス・アポロ1993』 - Seven Days Live (2008年)

リッチー・コッツェン & グレッグ・ハウ
- 『ティルト』 - Tilt (1995年)
- 『プロジェクト』 - Project (1997年)

Vertú（ヴァーツゥ）
- 『ヴァーツゥ』 - Vertu (1999年) ※with スタンリー・クラーク、レニー・ホワイト

MR. BIG
- 『ゲット・オーヴァー・イット』 - Get Over It (1999年)
- 『アクチュアル・サイズ』 - Actual Size (2001年)
- 『ディープ・カッツ〜MR. BIG バラード・ベスト』 - Deep Cuts: The Best Of The Ballads (2000年)
- 『MR. BIG IN JAPAN』 - Mr. Big in Japan (2002年)
- 『グレイテスト・ヒッツ』 - Greatest Hits (2004年)

フォーティー・デュース
- 『ナッシング・トゥ・ルース』 - Nothing to Lose (2005年)

ウィルソン・ホーク
- 『ザ・ロード』 -  The Road (2009年)

ザ・ワイナリー・ドッグス
- 『ザ・ワイナリー・ドッグス』 - The Winery Dogs (2013年)
- 『ホット・ストリーク』 - Hot Streak (2015年)
- 『スリー』 - III (2023年)

スミス/コッツェン ※with エイドリアン・スミス
- 『スミス/コッツェン』 - SMITH/KOTZEN (2021年)
- 『ベター・デイズ...アンド・ナイツ』 - BETTER DAYS...AND NIGHTS（2022年）※EP
- 『ブラック・ライト/ホワイト・ノイズ』 - BLACK LIGHT/WHITE NOISE（2025年）

### 参加アルバム
- 奥井雅美 : 『DEVOTION』 (2001年) ※「Shuffle」に参加
- Various Artists : 『SIAM SHADE Tribute』 (2010年) ※SIAM SHADEのトリビュート・アルバムに「せつなさよりも遠くへ (Alt Ver.)」で参加

## 来日公演

### 単独公演
- Wave Of Emotion Tour（1996年）
  - 7月09日 札幌 ペニーレーン24
  - 7月11日 大阪 心斎橋クラブクアトロ
  - 7月12日 名古屋 名古屋クラブクアトロ
  - 7月13日・14日 東京 ON AIR EAST
- Slow Tour（2002年）
  - 6月14日 名古屋 ボトムライン
  - 6月16日 大阪 心斎橋クラブクアトロ
  - 6月18日 東京 ON AIR EAST
  - 6月19日 東京 リキッドルーム
- Ｃhange Tour（2003年）
  - 9月11日・15日 東京 リキッドルーム
  - 9月12日 大阪 BIG CAT
  - 9月13日 名古屋 ボトムライン
- Japan Tour 2004（2004年）
  - 10月14日 名古屋 ボトムライン
  - 10月15日 大阪 BIG CAT
  - 10月16日 東京 リキッドルーム
  - 10月17日 東京 O-EAST
- Richie Kotzen Tokyo 2011（2011年）
  - 5月2日 東京 スターラウンジ
- Cannibals Tour（2015年）
  - 2月1日・2日 東京 赤坂BLITZ
  - 2月3日 名古屋 ボトムライン
  - 2月4日 大阪 BIG CAT
- Salting Earth  Tour（2017年）
  - 8月14日 名古屋 ボトムライン
  - 8月15日 大阪 BIG CAT
  - 8月16日・17日 東京 新宿ReNY
- NOMAD TOUR 2025（2025年）
  - 6月2日 大阪 梅田クラブクアトロ
  - 6月3日・4日 東京 渋谷クラブクアトロ

### サポート
- A Bigger Bang  Tour（2006年）
  - 3月22日・24日 東京 東京ドーム
  - 3月29日 札幌 札幌ドーム
  - 4月02日 埼玉 さいたまスーパーアリーナ
  - 4月05日 名古屋 ナゴヤドーム
    - ローリング・ストーンズ日本公演のOpening Act